# Казмірчук Валерій Феофанович
Вале́рій Феофа́нович Казмірчу́к (10 листопада 1965, с. Юськівці, Тернопільська область — 16 квітня 2023, біля м. Часів Яр, Донецька область) — український військовослужбовець, старший солдат Збройних сил України, учасник афганської та російсько-української війн. Учасник Спілки ветеранів Афганістану. Почесний громадянин міста Тернополя (2023, посмертно).

## Життєпис
Валерій Козмірчук народився 10 листопада 1965 року в селі Юськівці, нині Лановецької громади Кременецького району Тернопільської области України.
Учасник бойових дій в Афганістані у 1985—1986 роках. Активний учасник Революції гідності; волонтерив.
Під час повномасштабного російського вторгнення в Україну служив командиром стрілецького відділення. Загинув 16 квітня 2023 року біля м. Часів Яр на Донеччині.
Похований 19 квітня 2023 року на Алеї Героїв Микулинецького цвинтаря м. Тернополя.
Залишилися дружина, донька, син та онуки.

## Нагороди
- почесний громадянин міста Тернополя (28 квітня 2023, посмертно) — за вагомий особистий вклад у становленні української державності та особисту мужність і героїзм у виявленні у захисті державного суверенітету та територіальної цілісності України[1];
- медаль «За відвагу».